# Springdale (Ohio)
Springdale ist eine City im Hamilton County, Ohio, Vereinigte Staaten. Das U.S. Census Bureau ermittelte bei der Volkszählung 2020 eine Einwohnerzahl von 11.007.
Die Bevölkerung von Springdale umfasste im Jahr 2000 10.563 Personen. Sie setzte sich aus 4421 Haushalten beziehungsweise 2816 Familien zusammen. Die Bevölkerungsdichte entsprach 822 Personen pro km².
68,4 % der Bevölkerung waren Weiße, 25,6 % Afroamerikaner. Der übrigen Teil setzte sich auch Amerikanern indianischer Abstammung, Asiaten, Latinos etc. zusammen.
4421 Haushalte besaßen minderjährige Kinder, 47 % waren verheiratet.